# سودرفارنشتدت
سودرفارنشتدت (به آلمانی: Süderfahrenstedt) یک شهر در آلمان است که در اشلسویگ-فلنسبورگ واقع شده‌است. سودرفارنشتدت ۵۱۲ نفر جمعیت دارد.